# Phasmarhabditis hermaphrodita
Phasmarhabditis hermaphrodita är en bakterieätande rundmask som fungerar som parasit på ett antal snäck- och snigelarter. Arten har främst nämnts i samband med mördarsnigel, som den skulle kunna fungera som bekämpningsmedel emot, som en så kallad moluskicid.

## Utseende, biotop och naturlig utbredning
Rundmasken är ungefär 1 mm lång och kan ses med blotta ögat. Den lever i jord och återfinns ofta där det finns gott om sniglar. Man har påvisat att den finns naturligt i bland annat Tyskland, Frankrike och England. Den förekommer inte naturligt i Sverige men man har dokumenterat den i Norge.

## Livscykel
I ett av artens första stadier lever den utan att äta tills det att den kommer i kontakt med en snigel eller snäcka som den då infekterar genom att den tar sig in i värden genom en naturlig öppning. Dessa öppningar skiljer sig på olika snigel- och snäckarter. Inne i värden övergår den till ett nytt stadium som självreproducerande hermafrodit. Värddjuret dör ofta inom 7 till 21 dagar och då sprids rundmasken, äter upp kadavret, för att sedan återgå till stadiet då den utan att äta söker efter en ny värd att infektera.

## Som bekämpningsmedel
I Storbritannien har denna art börjat säljas kommersiellt som bekämpningsmedel under namnet Nemaslug och används främst mot åkersnigel (Deroceras reticulatum). Det finns också studier som pekar mot att den parasiterar och dödar mördarsnigel när snigeln är ett ungdjur men däremot inte mot fullvuxna individer. Samtidigt pågår det diskussioner i flera andra länder i Europa huruvida denna metod, det vill säga införa ett nytt, eller sprida större mängder av ett djur, är säkert eller om det utgör ett hot mot andra arter eller större ekosystem. Kemikalieinspektionen godkände användning av denna parasit som bekämpningsmedel först 2008.
Arter som man påvisat att Phasmarhabditis hermaphrodita parasiterar på:
- Åkersnigel (Deroceras reticulatum)
- Deroceras caruanae
- Svart skogssnigel (Arion ater)
- Dvärgsnigel (Arion intermedius)
- Mördarsnigel (Arion vulgaris)
- Trädgårdssnigel (Arion distinctus)
- Vitsidig skogssnigel (Arion silvaticus)
- Tandonia budapestensis
- Tandonia sowerbyi
- Större vallsnäcka (Monacha cantiana)
- Stor dammsnäcka (Lymnaea stagnalis)
- Helix aspersa
- Theba pisana
- Cernuella virgata
- Cochlicella acuta